# Баланті Алміраль
Баланті́ Алміра́ль (кат. Valentí Almirall i Llozer, *8 березня 1841, Барселона — †1904) — каталонський та іспанський політик, журналіст, есеїст та юрист. Є одним з ідеологів каталонського націоналізму. Бачив розвиток Іспанії як конфедеративної країни, де Каталонія мала б повноцінний статус суверенної держави.

## Життєпис
Між 1868 та 1881 р.р. був членом «Федералістської демократичної республіканської партії» (ісп. PRDF), об'єднаної навколо «Клубу федералістів» (1868-1869 р.р.), видавав іспаномовну газету «Ель Еста́до Катала́н» («Каталонська держава», ісп. El Estado Catalán).
У 1879 р. заснував першу каталаномовну газету «Діа́рі катала́» («Каталонський щоденник», кат. Diari Català).
У 1880 р. став організатором «Першого каталонського конгресу» (кат. Primer Congrés Catalanista), на якому він мав намір об'єднати сили, що виступали за перетворення Іспанії на федеративну республіку, з представниками літературного руху на захист каталанської мови.
У 1882 р. ініціював створення «Каталонського центру», організації, створеної для захисту культурних та економічних інтересів Каталонії. У 1883 р. організував «Другий каталонський конгрес».
У 1885 р. Баланті Алміраль написав «Клопотання про захист моральних та матеріальних інтересів Каталонії» — звернення інтелігенції та буржуазії Каталонії до короля Іспанії Альфонсо XII з вимогами відновити певні права каталонців. «Клопотання про захист» вважається першим сучасним проявом каталонського національного руху у правовому полі Іспанії.
У 1886 р. було опубліковано роботу «Каталанізм» (кат. Lo catalanisme), у якій було систематизовано принципи каталонского націоналізму.